# Hakea laurina
Espèce
Classification phylogénétique
Hakea laurina est une espèce de plante buissonnante du genre Hakea originaire du sud-ouest de l'Australie-Occidentale et qui est largement cultivée et appréciée.
L'épithète spécifique, dérivée du latin Laurus vient de la ressemblance de ses feuilles avec celles des lauriers.

## Description
Hakea laurina est un arbuste atteignant une hauteur comprise entre 2,5 et 6 mètres. Il ne possède pas un lignotuber. On le trouve souvent dans les plaines sableuses, parfois sablo-argileuses, la plupart des spécimens étant trouvés dans la partie sud de sa zone d'habitat.
Les fleurs sont d'abord pâle ou crème, parfois cachées par les feuilles dans ses premiers stades de développement et elles sont recouvertess par des bractées en écaille avant l'ouverture. Ce sont ensuite des fleurs rose foncé à rouge avec un centre globuleux, groupées à l'aisselle des feuilles et dont sortent les styles blancs. La fleur ressemble à une pelote d'épingles. Elles produsent un nectar et un parfum léger. La période de floraison va d'avril à août.
Les feuilles sont simples et bleu-vert, elles sont plates, glabres, avec un bord entier, obovales ou lancéolées, se terminant en une pointe acérée. Les feuilles sont de taille variable sur la même plante, elles peuvent aller de 6 à 29 mm de large et atteindre 180 mm de longueur. Le feuillage est dense et à alterne sur les petites branches; dans certaines formes il peut être pendant et toucher le sol.
L'écorce est grise et lisse. Les fruits restants sur l'arbre, sont de forme ovoïde, un peu pointus à l'extrémité et ont une surface lisse.

## Répartition
L'espèce se rencontre dans le plaines sableuses du sud-ouest du littoral de l'Australie, la limite septentrionale étant Narrogin et orientale Esperance.
La plante, qui se reproduit à partir de graines, est cultivée dans l'Est de l'Australie, et pour faire des haies ou de des arbres de rue, en Amérique et en Italie. Adaptable à un certain nombre de types de sol, la plante est aussi tolérante au gel. Cette espèce est utilisée pour l'ornement et l'ombrage sur la voie publique, les habitats fauniques, les brise-vents et le contrôle de l'érosion des sols.
Dans le langage des fleurs, Hakea laurina symbolise la noblesse et la longévité.

### Source
- (en) Cet article est partiellement ou en totalité issu de l’article de Wikipédia en anglais intitulé « Hakea laurina » (voir la liste des auteurs).